# Shooting Star (chanson de Bang!)
Pour les articles homonymes, voir Shooting Star.
Singles de Bang!
Cloudy Daze
(1997)
Shooting Star est une chanson du groupe britannique de happy hardcore Bang!, écrite par Nick Arnold. Elle sort au Royaume-Uni en janvier 1998 sous la forme d'un single vinyle 12 pouces. La chanson connaît ensuite le succès lorsqu'elle est reprise par le duo anglais de musique électronique Flip and Fill en 2002.

## Reprise de Flip and Fill
Shooting Star est repris par Flip and Fill et est publié en tant que deuxième single le 15 juillet 2002. Produite par Flip and Fill, la chanson est chantée par Karen Parry. Dès sa sortie, la chanson est devenue le single de Flip and Fill le mieux classé au Royaume-Uni, atteignant la troisième place du UK Singles Chart. Elle atteint également la 34e place en Irlande, où elle est le single le plus anciennement classé. Shooting Star figure ensuite figuré sur le seul album studio de Flip and Fill, Floorfillas, en 2003.

## Sortie et accueil
Au Royaume-Uni, le label All Around the World sort Shooting Star le 15 juillet 2002 en trois formats : deux CD et un vinyle de 12 pouces. Six jours après sa sortie, le 21 juillet, la chanson fait ses débuts et se classe à la troisième place du UK Singles Chart, devenant ainsi le single de Flip and Fill le mieux classé dans leur pays d'origine et leur deuxième succès dans le top 10, après True Love Never Dies plus tôt dans l'année. La chanson passe 11 semaines dans le top 100 britannique : 10 semaines en 2002 et une semaine en 2005, où elle réapparait à la 87e place en janvier. En 2024, la British Phonographic Industry (BPI) certifie la chanson or pour des ventes et des streams de plus de 400 000 exemplaires.
Shooting Star est également classée en Irlande. Le 18 juillet 2002, la chanson débute à la 36e place du Irish Singles Chart, à la même position que True Love Never Dies six mois plus tôt,. La semaine suivante, la chanson atteint son pic à la 34e place et passe six semaines dans le top 50 irlandais ; en 2024, c'est le single de Flip and Fill qui est le plus longtemps en tête des ventes en Irlande. Sur l'Eurochart Hot 100, le single débute et culmine à la 15e place sur la base de ses ventes britanniques et irlandaises combinées ; il passe quatre semaines dans ce classement tout au long du mois d'août 2002. 

### Liste des pistes
CD1 britannique
1. Shooting Star (Flip and Fill radio edit)
2. Shooting Star (Stimulant DJ's remix)
3. Shooting Star (Pascal remix)
4. Shooting Star (music video)

CD2 britannique
1. Shooting Star (Flip and Fill original mix)
2. Shooting Star (CJ Stone remix)
3. True Love Never Dies

Single 12-inch britannique
A1. Shooting Star (Flip and Fill original mix)
A2. True Love Never Dies (a capella)
B1. Shooting Star (CJ Stone remix)

### Crédits
Selon le livret du CD1 britannique
Studio
- Enregistré au Hutch Studio (UK)

Personnel
- Nick Arnold – écriture
- Karen Parry – voix
- Sue Quin – chœurs
- Flip and Fill – production
- Lee Monteverde – ingénierie du son

### Classements
| Classement (2002)              | Meilleure position |
| ------------------------------ | ------------------ |
| Europe (Eurochart Hot 100)     | 15                 |
| Irlande (IRMA)                 | 34                 |
| Écosse (OCC)                   | 3                  |
| Royaume-Uni (UK Singles Chart) | 3                  |
| Royaume-Uni (UK Dance Chart)   | 3                  |

### Certifications
| Région                                                                     | Certification | Ventes/Streams |
| -------------------------------------------------------------------------- | ------------- | -------------- |
| Royaume-Uni (BPI)                                                          | Or            | 0^             |
| xNon précisé par la certification ‡ventes/streaming selon la certification |               |                |